# Parafia św. Marii Magdaleny w Kokaninie
Parafia Świętej Marii magdaleny w Kokaninie – parafia rzymskokatolicka, znajdująca się w diecezji kaliskiej, w dekanacie Kalisz I. Erygowana w XIV wieku.
Obecnie istniejący kościół wybudowano w latach 1882–1890 w stylu neogotyckim. Powstał dzięki składkom parafian i staraniu ówczesnego proboszcza ks. Kazimierza Tyszkowskiego. 
Od 1 sierpnia 2023 roku proboszczem jest ks. kan. Krystian Kowalski.

## Zasięg parafii
Do parafii należą wierni z miejscowości: Czajków, Kokanin, Kolonia Kokanin, Niedźwiady, Pawłówek.